# إسماعيل فوينتيس
إسماعيل إغناسيو فوينتيس كاسترو (بالإسبانية: Ismael Ignacio Fuentes Castro) (مواليد 4 أغسطس 1981 في فيا أليغري) لاعب كرة قدم تشيلي يلعب حاليا لصالح نادي خاغواريس دي تشياباس المكسيكي .

## روابط خارجية
- إسماعيل فوينتيس على موقع الاتحاد الدولي (مؤرشف)  (الإنجليزية)
- إسماعيل فوينتيس على موقع قاعدة بيانات كرة القدم.إي يو (الإنجليزية)
- إسماعيل فوينتيس على موقع ناشيونال فوتبول تيمز (الإنجليزية)
- إسماعيل فوينتيس على موقع Soccerway.com (الإنجليزية)
- إسماعيل فوينتيس على موقع عالم كرة القدم.نت (الإنجليزية)
- إسماعيل فوينتيس على موقع كووورة